# È solo colpa mia
È solo colpa mia è un singolo del gruppo musicale italiano Modà, il secondo estratto dal loro sesto album in studio Passione maledetta e pubblicato il 22 gennaio 2016.

## Video musicale
Il video ufficiale del brano, diretto da Fabrizio De Matteis e Matteo Alberti per Topside Multimedia e girato a New York, è stato pubblicato il 21 gennaio 2016 in anteprima sul sito di Sky TG24 e si pone come sequel al video del precedente singolo E non c'è mai una fine.